# Кесс (округ, Іллінойс)
Шаблон:StateAbbr_ 39°59′ пн. ш. 90°15′ зх. д. / 39.98° пн. ш. 90.25° зх. д.
Округ Кесс (англ. Cass County) — округ (графство) у штаті Іллінойс, США. Ідентифікатор округу 17017.

## Історія
Округ утворений 1837 року.

## Демографія
За даними перепису
2000 року
загальне населення округу становило 13695 осіб, зокрема міського населення було 6133, а сільського — 7562.
Серед мешканців округу чоловіків було 6803, а жінок — 6892. В окрузі було 5347 домогосподарств, 3692 родин, які мешкали в 5784 будинках.
Середній розмір родини становив 3,01.
Віковий розподіл населення поданий у таблиці:
| Стать    | До 15 років | 15-21 | 22-29 | 30-39 | 40-49 | 50-65 | 65-85 | Понад 85 |
| -------- | ----------- | ----- | ----- | ----- | ----- | ----- | ----- | -------- |
| Чоловіки | 1475        | 697   | 716   | 999   | 1006  | 1036  | 783   | 91       |
| Жінки    | 1363        | 589   | 646   | 953   | 974   | 1091  | 1059  | 217      |

## Суміжні округи
- Мейсон — північний схід
- Менард — схід
- Сенґамон — південний схід
- Морган — південь
- Браун — захід
- Скайлер — північний захід

## Виноски
1. ↑  US Decennial Census. US Census Bureau. Архів оригіналу за 12 квітня 2013. Процитовано 4 липня 2014.
2. ↑  Historical Census Browser. University of Virginia Library. Архів оригіналу за 11 Серпня 2012. Процитовано 4 липня 2014.
3. ↑  Population of Counties by Decennial Census: 1900 to 1990. US Census Bureau. Архів оригіналу за 24 Квітня 2014. Процитовано 4 липня 2014.
4. ↑  Census 2000 PHC-T-4. Ranking Tables for Counties: 1990 and 2000 (PDF). US Census Bureau. Архів оригіналу (PDF) за 18 Грудня 2014. Процитовано 4 липня 2014.
5. ↑  State & County QuickFacts. US Census Bureau. Архів оригіналу за 8 липня 2011. Процитовано 4 липня 2014.(англ.) Наведено за англійською вікіпедією.
6. ↑  American FactFinder. Бюро перепису населення США. Архів оригіналу за 29 липня 2011. Процитовано 31 січня 2008.

| США | Це незавершена стаття з географії США. Ви можете допомогти проєкту, виправивши або дописавши її. |